# Sheenboro
Sheenboro är en kommun i provinsen Québec i Kanada. Den ligger i regionen Outaouais, i den sydöstra delen av landet, 150 km nordväst om huvudstaden Ottawa.
Kommunen är officiellt tvåspråkig (franska och engelska), med 83 % engelsktalande och 13 % fransktalande (modersmålstalare) vid folkräkningen 2021.